# Nordseter
Nordsæter is een plaats behorende bij de gemeente Lillehammer in de provincie Innlandet in het midden van Noorwegen.
In de winter is het een skigebied.
In de zomer zijn er zwemmogelijkheden en wandelpaden in het gebied.
Kenmerkend is ook de vrijlopende schapen in de regio.